# Yassoudj
Yassoudj (en persan : ياسوج, Yâsuj) est la capitale de la province de Kohguilouyeh-et-Bouyer-Ahmad, dans les monts Zagros au sud-ouest de l'Iran.
La ville est équipée d'une centrale thermoélectrique.
Alexandre le Grand et ses troupes auraient préparé leur attaque sur la porte de l'Iran ("Darvazeh-ye Fars") depuis un camp au nord-est de Yassoudj.

## Économie
L'économie de Yassoudj est basée sur les produits suivants :
- vannerie
- tapis
- carreaux mosaïques
- briques
- élevage

## Universités
- Université de Yasouj
- Université des sciences médicales de Yassoudj (fa)
- Université islamique d'Azad, branche de Yasuj
- Université Payam Noor, Centre de Yasuj
- Université islamique de l'Azad, branche des sciences et de la recherche, Kohgiluyeh et Boyer Ahmad
- Université des sciences appliquées de Kohgiluyeh et Boyer Ahmad
- École de formation de Sama, antenne de Yasuj
- Institut d'enseignement supérieur Pooya
- Université d'enseignement du campus de Kowsar, Yasuj
- Université d'enseignement du campus Shahid Izadpanah, Yasuj
- École technique et professionnelle de Yasuj (Les Femmes)
- École technique et professionnelle de Yasuj (Les Hommes)